# Temnopalpus
Temnopalpus es un género de escarabajos de la pequeña familia Pyrochroidae.. Son endémicas de Queensland y Victoria (Australia).

## Especies
- Temnopalpus bicolor Blackburn, 1888
- Temnopalpus niger Lea, 1920